# Gameport

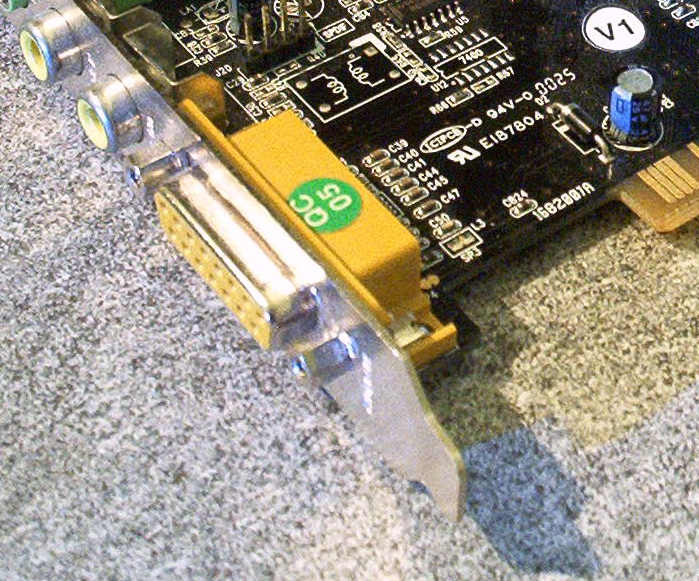
Game port na zvukové kartě

DA-15 male

Gameport je tradiční konektor pro vstupní zařízení sloužící pro ovládání her na osobních počítačích. Od roku 1990 byl integrován přímo na základní desce nebo na zvukové kartě, případně jako rozšiřující PCI karta. Game port přestal mít podporu s příchodem operačního systému Windows Vista, takže je pravděpodobné, že výrobci ukončí výrobu tohoto rozhraní. Důvodem opuštění od gameportu je také fakt, že je analogovým rozhraním a většina současných
zařízení je digitální a připojují se přes USB.

## Připojitelná zařízení
- Joystick
- Gamepad
- Paddle

## Vlastnosti
Pro detekci pohybu používá A-D převodník. Jedny z prvních příruček od IBM popisují tento port jako vhodný pro připojení dvou ovládacích koleček (tzv. paddle), což je zařízení s jedním kulatým otočným knoflíkem a jedním či více tlačítky. Tento přístup poskytl z historického hlediska IBM-PC převahu v simulačních hrách, obzvláště leteckých simulátorech. Originální gameport, navržený IBM měl zpočátku čtyři analogové osy a čtyři tlačítka na jednom portu, což dovolovalo spojení dvou ovládacích pák.

### Problémy s programováním
Zatímco jiné standardy pro joystick (např. Atari), jsou velmi jednoduše použitelné pro programátory, game port vyžaduje pečlivé plánování a dobře načasovaný software přerušení spouštění pro čtení vstupu. To samozřejmě způsobilo problémy s výkonem, protože game port zatěžoval CPU, při srovnání se systémy s digitálním (TTL) joystickem.

### Obvody
Typický game port používá kondenzátor a jednoduchý komparátor napětí, které dohromady tvoří jakýsi hrubý A-D převodník, který je pravidelných okamžicích čte vstup (zpravidla nad 30) za sekundu. Skutečná vzorkovací frekvence obvykle závisí na vnitřním odporu joysticku, rychlosti procesoru a dalších vlivech.

### Známé problémy
Gameport je analogové zařízení, což způsobuje nejrůznější problémy. Například všechny druhy ovládacích pák potřebují kalibraci, dokonce i na arkádový styl her.
Kalibrace je stále vyžadována i pod moderními operačními systémy, jako je například Windows XP. Účelem kalibrace je změření maximálního rozsahu osy páky u analogových signálů (z potenciometrů) nebo digitálních signálů (s mikrospínačem nebo kontakty). Obvykle sestává z posunu ovládací páky kolem všech jeho os. Ovládací páky, které používají USB konektor, vyžadují také kalibraci až na výjimky.
V dobách operačního systému DOS musela každá hra, která používala gameport, provést vlastní kalibraci. Velmi často se stávalo, že kvůli špatně naprogramované kalibraci se po startu hry stala ovládací páka nepoužitelná. S Windows XP stačí jediná kalibrace přímo v operačním systému, který ji sdílí i s ostatními aplikacemi. Dokud nedojde k odpojení zařízení, zůstává kalibrace platná.
Podpora gameportu je tedy ponechána na samotných výrobcích HW zařízení (zvukových karet, základních desek nebo USB konvertorů).
Všechny druhy těchto portů v PC trpí nabalováním elektrického šumu.

### Elektrické vlastnosti
Maximální proud na game portu je 750 mA, nicméně, je sdílen s klávesnicí, která má (max. 100 mA), myš (~ 25 mA), a video port (VGA využívá 50 mA), tzn. pro skutečné použití přibližně.

### Rozšíření možností game portu
Některé moderní joysticky podporuje více než 4 tlačítka (např. 6 nebo 8), ale obvykle vyžadují speciální ovladač zařízení pro další tlačítka, aby fungovaly správně, protože game port má hardwarovou podporu pro maximálně 4 druhy různých tlačítek.
Joystick SideWinder od Microsoftu spoléhá na multiplexovaný vlastní tok dat přes 4 standardní tlačítka vstupy a někdy i dosažení plné podpory pro poměrně vysoký počet tlačítek (např. 16 nebo 20). Zřejmé, nevýhodou je potřeba speciální ovladače zařízení, zatímco bez ovladače je joystick obvykle nepoužitelný.

## Historie a varianty

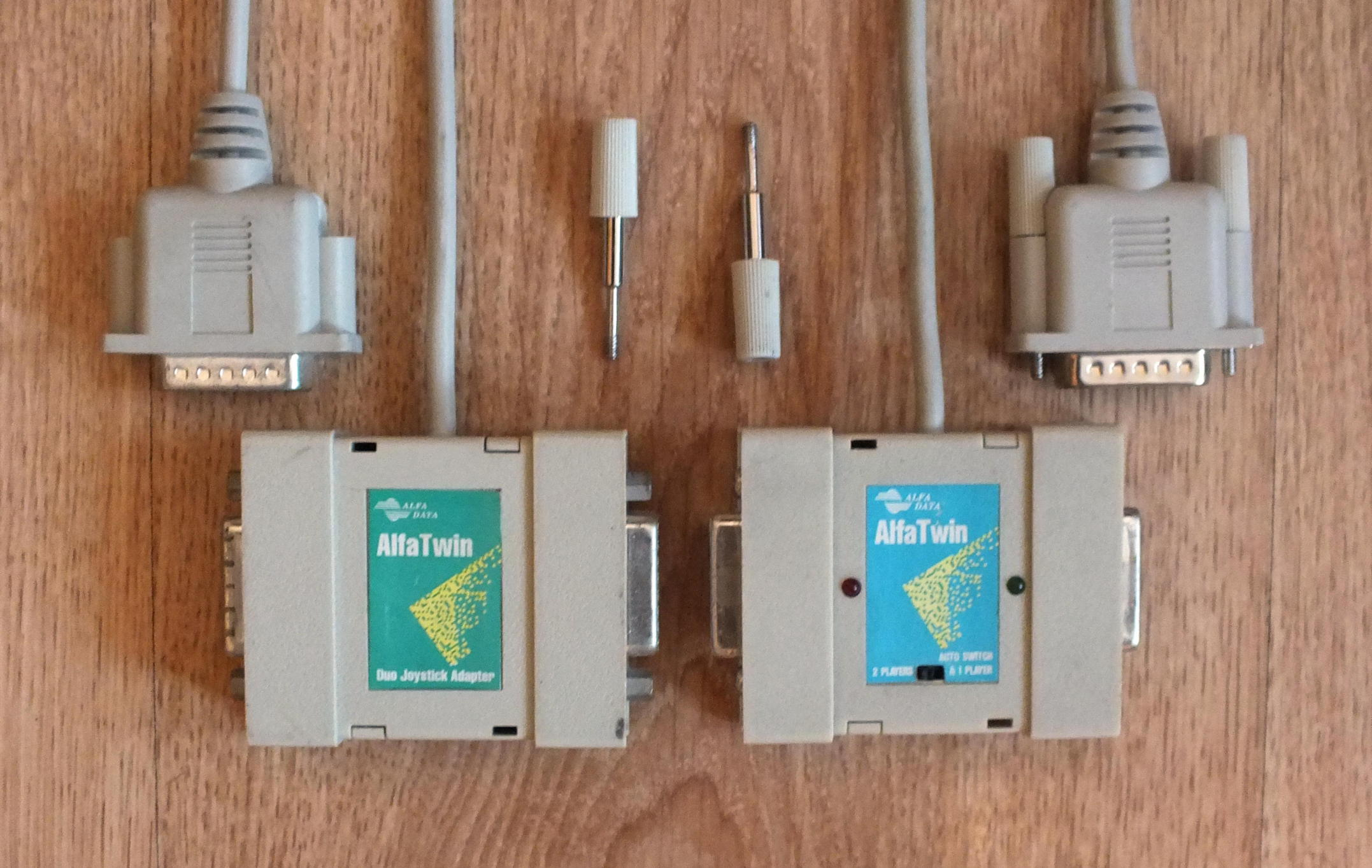
Y-splitter

Původní game port byl od IBM (v roce 1981 jako samostatná rozšiřující karta pro první IBM PC), původně byly povoleny čtyři analogové osy a čtyři tlačítka na jednom portu, což umožňovalo připojit dva joysticky do speciální "Y-splitteru". Některé game porty (obvykle ty, které byly vestavěny na starých deskách) nepodporovaly buď 4 osy, nebo 4 tlačítka, ale pouze 2 osy a 2 tlačítka. 15pinový game port dnes již na běžně vyráběných osobní počítačích nenajdeme, i když existují adaptéry, které umožňují starší joysticky připojit přes USB. Ale tím může být značně snížena přesnost při připojení joysticku k USB adaptéry, převodní elektronika je často horší jakosti.

## Konektor MIDI
Vzhledem k tomu, že se game port přestěhoval z místa na rozšiřujících karet na zvukovou kartu v roce 1990, tyto konektory obvykle fungují jako konektory pro MIDI nástroje. Rozhraní gameport využívá konektor DA-15, obsahující obvykle dvojnásobek pinů potřebných pro nástroje MIDI. Pro použití gameportu s MIDI nástroji je vyžadován kabel samec-samice konektoru DA-15 a dva 5 pinoví samci typu DIN. Ovladače a hardware gameportu, schopné pracovat s MIDI zařízeními, jsou založené na standardním Roland MPU-401 MIDI rozhraní a podporují většinu standardních MPU-401 aplikací pro Windows a DOS.